# 台灣維基媒體協會
社團法人台灣維基媒體協會（英語：Wikimedia Taiwan），簡稱台灣維基媒體協會、維基台灣分會，原名中華民國維基媒體協會，是中華民國（臺灣）的非營利全國性社會團體，為經維基媒體基金會授權在臺灣的維基媒體分會，負責推廣如維基百科、維基新聞等各項維基媒體基金會所屬的維基媒體計劃，及推動相關的合作專案。
2006年，臺灣在地的維基媒體使用者開始進行組織籌備程序，最早共有35位創始會員參與。2007年，中華民國維基媒體協會於臺北市註冊，報經中華民國內政部立案成立，在同年7月4日正式獲得維基媒體基金會的在地分會認可。台灣維基媒體協會的會址曾先後設在新北市淡水區、臺北市萬華區，於2017年11月遷至臺北市大安區。2017年改為現名。

## 任務

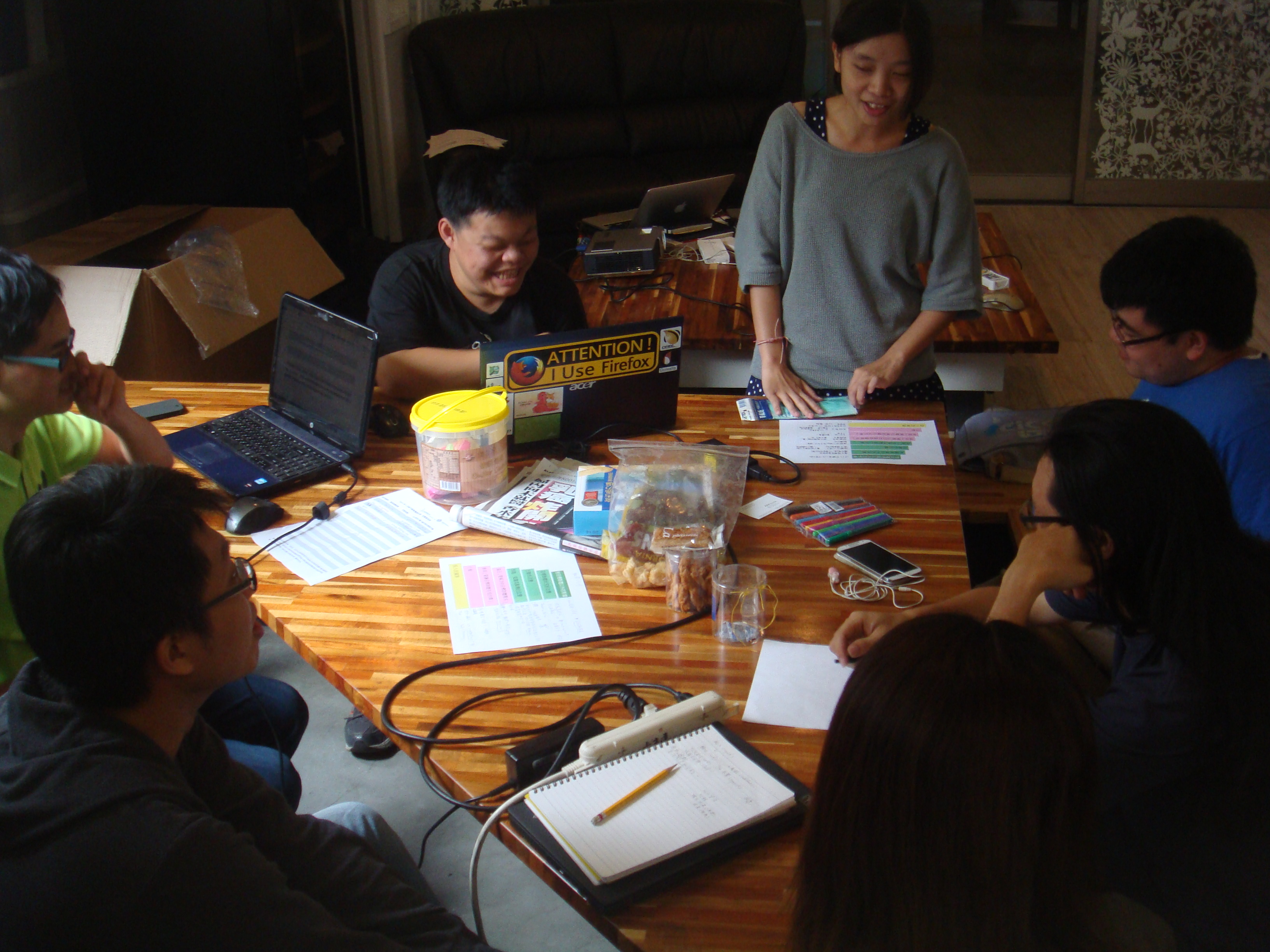
2015年6月7日，由台灣維基媒體協會主辦的維基社群工作坊

位於美國舊金山的維基媒體基金會在2003年成立，是維護維基百科等旗下各項維基媒體計劃的機構，並帶領全球28個國家的維基媒體分會、規模不一的維基社群和大量維基人志工，合作推廣各式各樣的知識專案計畫。台灣維基媒體協會的工作，是負責在中華民國（臺灣）在地推廣、落實維基媒體基金會所屬計畫，及推動其相關的合作專案。
從決定成立團隊開始，台灣維基媒體協會即希望藉由協會舉行的推廣活動，招攬、吸引更多願意為臺灣知識貢獻的人加入臺灣在地維基社群。在《台灣維基媒體協會章程》中則列出數項任務，包括：推廣維基媒體基金會所屬計畫的編輯與相關業務；推廣各項維基計畫所重視的理念，包括知識分享、開放內容、協同寫作等；與符合維基計畫理念的相關機構或計畫合作；舉辦各式推廣、聯誼、教育、訓練活動；維護會員的合法權利等。
台灣維基媒體協會還經常收到覺得自己的條目遭到亂改的批評，但依照由社群撰寫內容的方針，協會只能幫助抱怨者找到撰寫的網友溝通，或協助讓該條目轉為僅開放管理員編輯、或封禁特定帳號以防惡意破壞。

## 歷史

### 協會成立

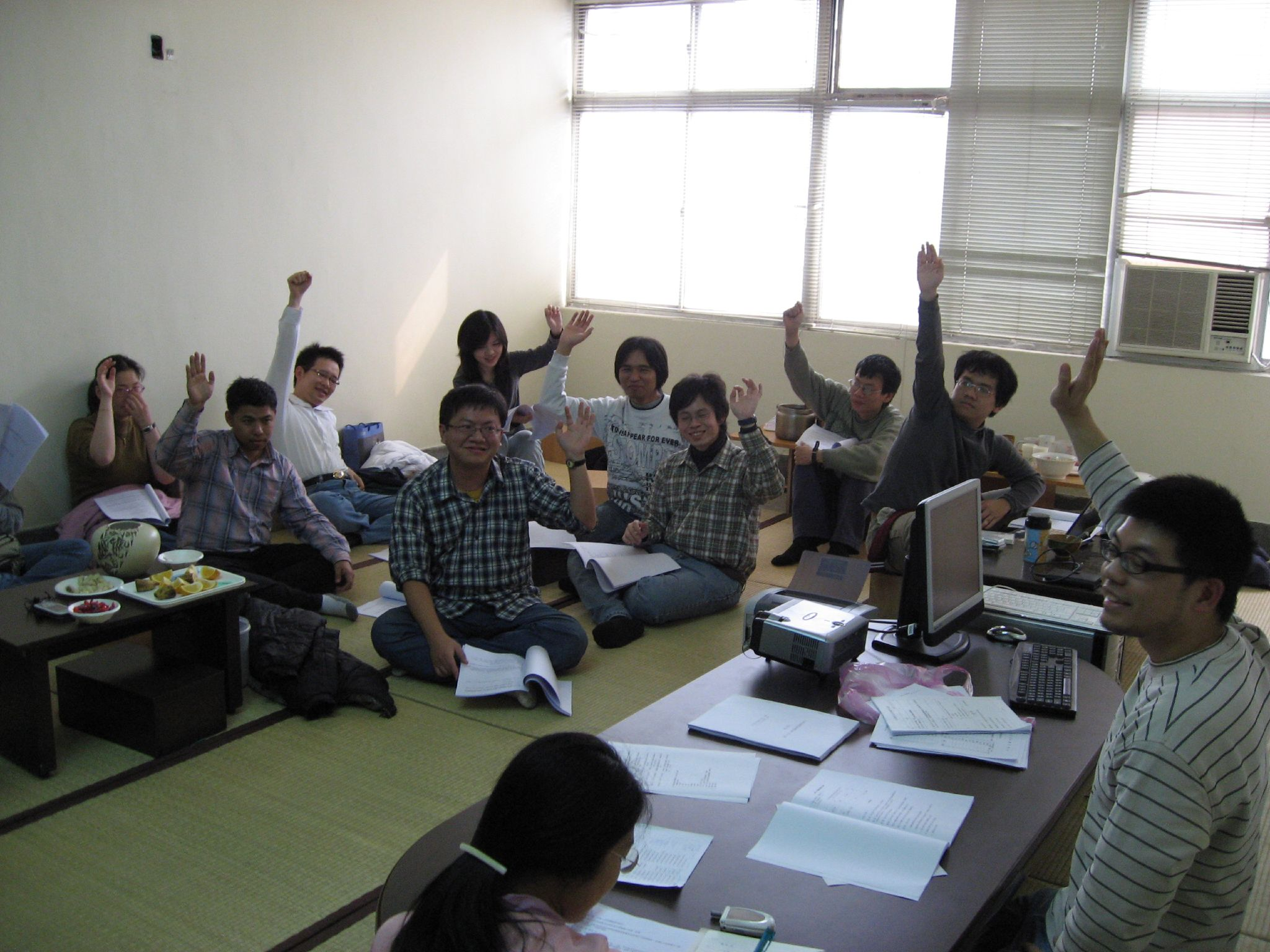
2007年2月11日，中華民國維基媒體協會的籌備會員召開成立會議

隨著作為線上百科全書的維基百科計畫，已經成為Web 2.0時代最具代表性的網站，在美國維基媒體基金會成立後，各國也陸續成立分會。2006年2月19日，一群臺灣維基媒體使用者共同發起、主導，正式開始組織社團法人的籌備程序。最初他們希望透過籌組成立協會，推動維基媒體基金會各項計畫在臺灣的發展。2007年2月11日，中華民國維基媒體協會召開成立大會並通過章程，在臺北市正式註冊成立。
最初中華民國維基媒體協會共有35位創始會員，在完成首屆理事會成員的選舉後，分別由鄧傑和簡翔泰出任理事長與秘書長。儘管中華民國維基媒體協會已經開始其會務運作，但是在依照法定立案程序向中華民國內政部申請時，並未立刻通過最後登記審核。在2007年4月時，中華民國維基媒體協會還曾被中華民國內政部以資料不齊為由退回申請，其後協會補齊文件，才得以進入最後的審核階段。
同年7月4日，在分會委員會（現地方自治體委員會）確認組織章程符合準則要求後，經分會委員會推薦及美國維基媒體基金會理事會表決，決議中華民國維基媒體協會正式獲得簽約確認，被接納為官方認可的地方分會，這也是維基媒體基金會在東亞的第一個分會、全球第十個正式的維基媒體組織。由於臺灣是在歐美地區以外第一個設立的分會，維基媒體基金會期許該分會能成為維基在臺灣的重要推廣地，並在亞洲推廣發展、吸引更多亞洲人加入維基計畫。與此同時，中華民國維基媒體協會也開始進行維基媒體國際會議的籌備。

### 國際會議

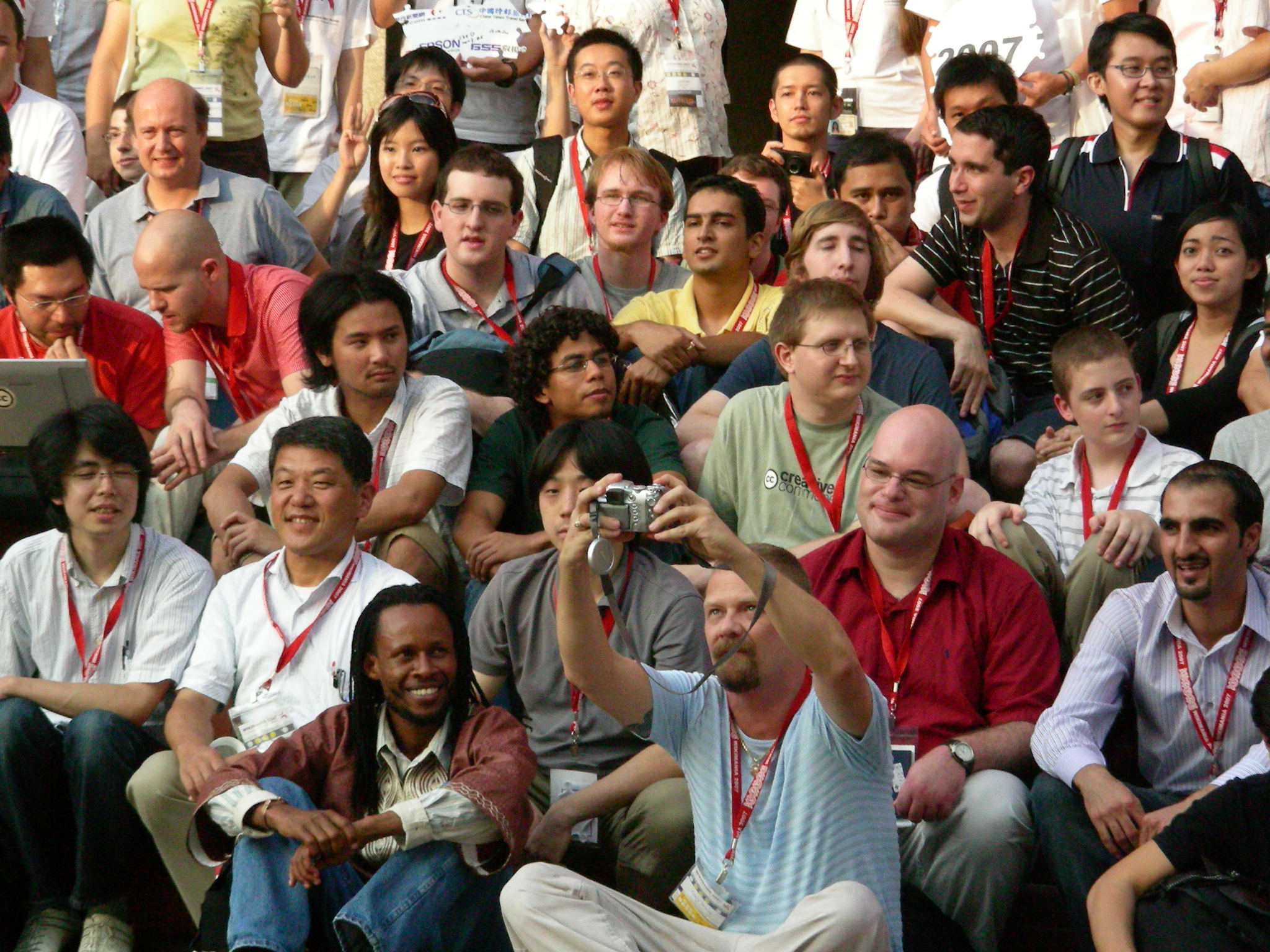
2007年8月5日，參與第三屆維基媒體國際會議的成員在最後一天進行合照

甫剛成立的中華民國維基媒體協會開始著手將維基的相關計畫引介給本地使用者，同時亦期望能致力推廣中文維基百科。中華民國維基媒體協會曾推動製作維基讀本、中文維基百科光碟化，及舉辦研討會等凝聚維基社群。而在中華民國維基媒體協會完成立案後，代表美國維基媒體基金會在臺灣擁有其合法的代理人，得以代為行使法律權利，中華民國維基媒體協會因而有權對未遵照開放授權規範的使用者主張權利，並曾有向百度百科採取具體法律程序的想法。
在第一批中華民國維基媒體協會會員籌辦、及維基媒體基金會積極要在臺灣發展開放內容下，後者同意在2007年引進其年度的維基媒體國際會議，中華民國維基媒體協會獲得舉辦「2007年維基媒體國際會議」的主辦權。維基媒體國際會議在臺灣舉辦的主要核心人物，包括活動總籌鄧傑、志工總召許瑜真、議程總管理劉自強等人。
2007年8月3日至8月5日，中華民國維基媒體協會主辦的維基媒體國際會議在臺北市進行。這次維基媒體國際會議探討的議題，包括未來的wiki技術應用、維基及企業知識管理工具、開放內容縮減數位落差，及公共版權授權條款開放內容的商業模式可能性等。期間共有來自全球98個國家、上千名網友與會。這是維基媒體國際會議首度在亞洲舉辦，而臺灣也與以色列（2011年）、香港（2013年）並列，是亞洲少數曾經舉辦過維基媒體國際會議的地方。

### 近期發展

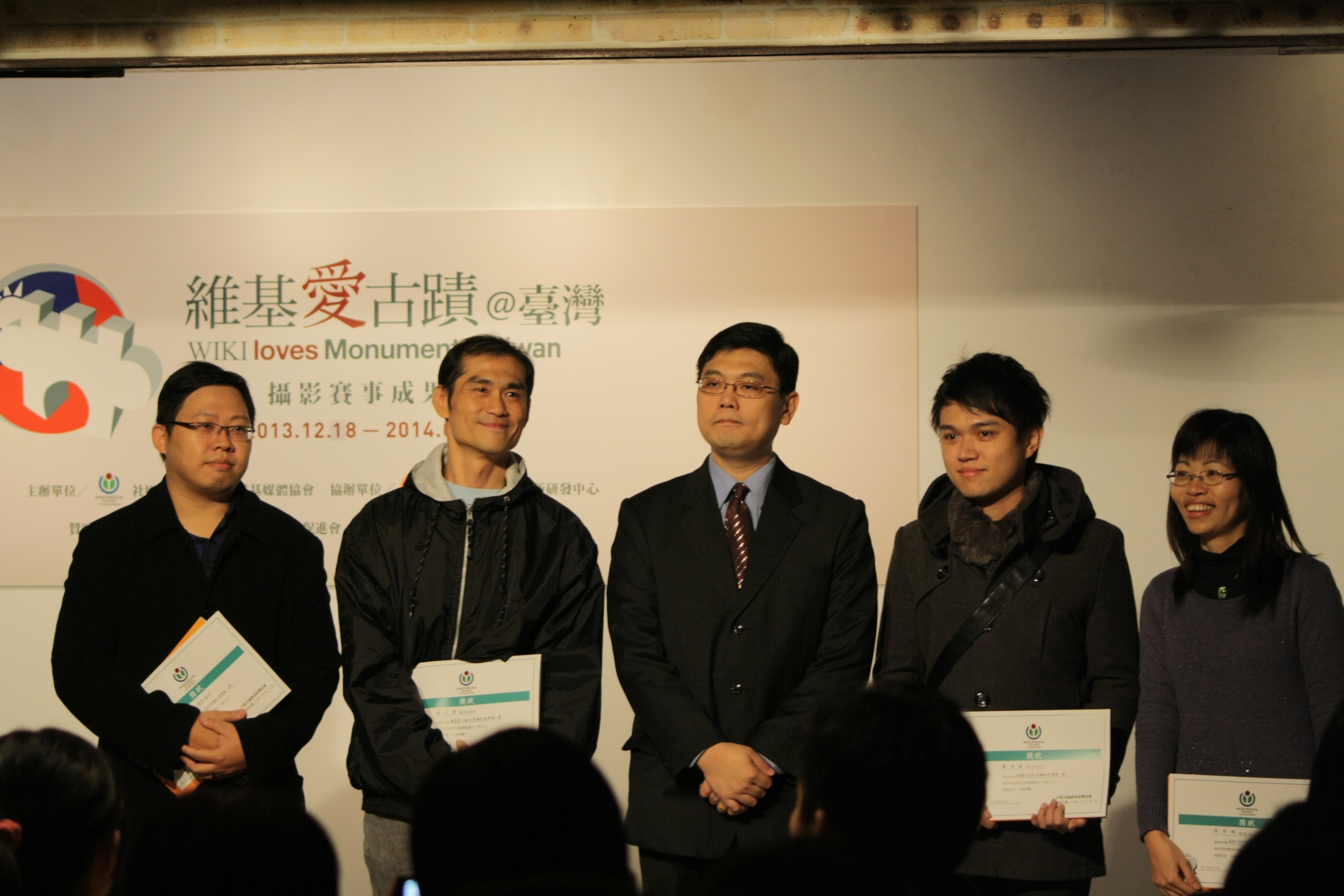
2013年12月31日，中華民國維基媒體協會舉辦維基愛古蹟臺灣初賽的頒獎典禮

中華民國維基媒體協會在臺灣積極參與社會運動。2013年6月，經濟部智慧財產局發布研究修法的新聞稿，欲針對境外重大侵權網站建立快速處置措施，從而推動網際網路服務供應商予以封鎖的相關法案。針對此次事件，中華民國維基媒體協會發出《協會反對類SOPA法案聲明》表達抗議訴求，聲明中強烈反對經濟部智慧財產局的作法，且不排除更積極地參與民間串聯發起的抗議行動。
在同年，作為維基媒體運動在臺灣的分會，中華民國維基媒體協會投入「維基愛古蹟」臺灣初賽的籌備工作。這是臺灣首度加入「維基愛古蹟」攝影比賽，並獲得聯合報系媒體創新研發中心協辦，以及台灣品牌台灣促進會、誠致教育基金會贊助。
而由於中文維基百科條目仍然是以政治、流行文化及動漫條目較為豐富，從2014年3月起，中華民國維基媒體協會推出3年3期的「台灣知識種子計畫」，希望能為增添臺灣的知識內容做出貢獻，協會亦會透過萌典駭客松等活動，找尋其他高手協助。2017年9月16日至9月17日，中華民國維基媒體協會在國立清華大學舉行成立10週年的紀念研討會。

## 組織

### 協會架構
台灣維基媒體協會是經美國維基媒體基金會授權，設在臺灣的維基媒體地方分會組織，也是維基媒體基金會在全世界正式承認的40個地區分會之一。而依照理事會任期，台灣維基媒體協會定期與維基媒體基金會簽訂分會協議書。台灣維基媒體協會亦為報經主管機關中華民國內政部立案，依法成立的公益性社團法人，屬於非營利性質、全國性的社會團體。在此，台灣維基媒體協會將中華民國全國行政區域作為組織區域，其目的事業也受到事業主管機關的指導與監督。
台灣維基媒體協會的最高權力機構為會員大會，並且分別設置有理事會（共9名理事）與監事會（共3名監事）。其中，會員大會的職權包括：訂定與變更章程；選舉及罷免理事、監事；議決入會費、常年會費、事業費、會員捐款面額及方式；議決年度工作計畫、報告、預算及決算；議決會員代表除名處分；議決財產處分；議決解散協會；議決與會員權利義務有關的其他重大事項。理事會和監事會則分別由會員代表選舉而成，而當新任理事會選出的6個月內，仍未與維基媒體基金會簽訂協議書時，台灣維基媒體協會則宣告解散。在經理事會通過後，台灣維基媒體協會也能成立各種委員會、小組或其他內部作業組織。
理事會設有經過理事互選而產生的理事長，對內綜理督導會務，對外則是代表台灣維基媒體協會，並擔任會員大會、理事會主席。根據法律，監事會負責監督組織內部的運作，另外還設有1名秘書長，接受理事長的命令，處理台灣維基媒體協會事務。其他工作人員則是由理事長提名、經理事會通過聘免，並報主管機關備查。此外，台灣維基媒體協會還能經由理事會，聘請1名名譽理事長，及數名名譽理事或顧問，其聘期與理事、監事的任期相同。
台灣維基媒體協會最近一次選舉為2023年，選出理事長陳瑞霖、常務理事楊士青、監事長張遠等。

### 互動模式

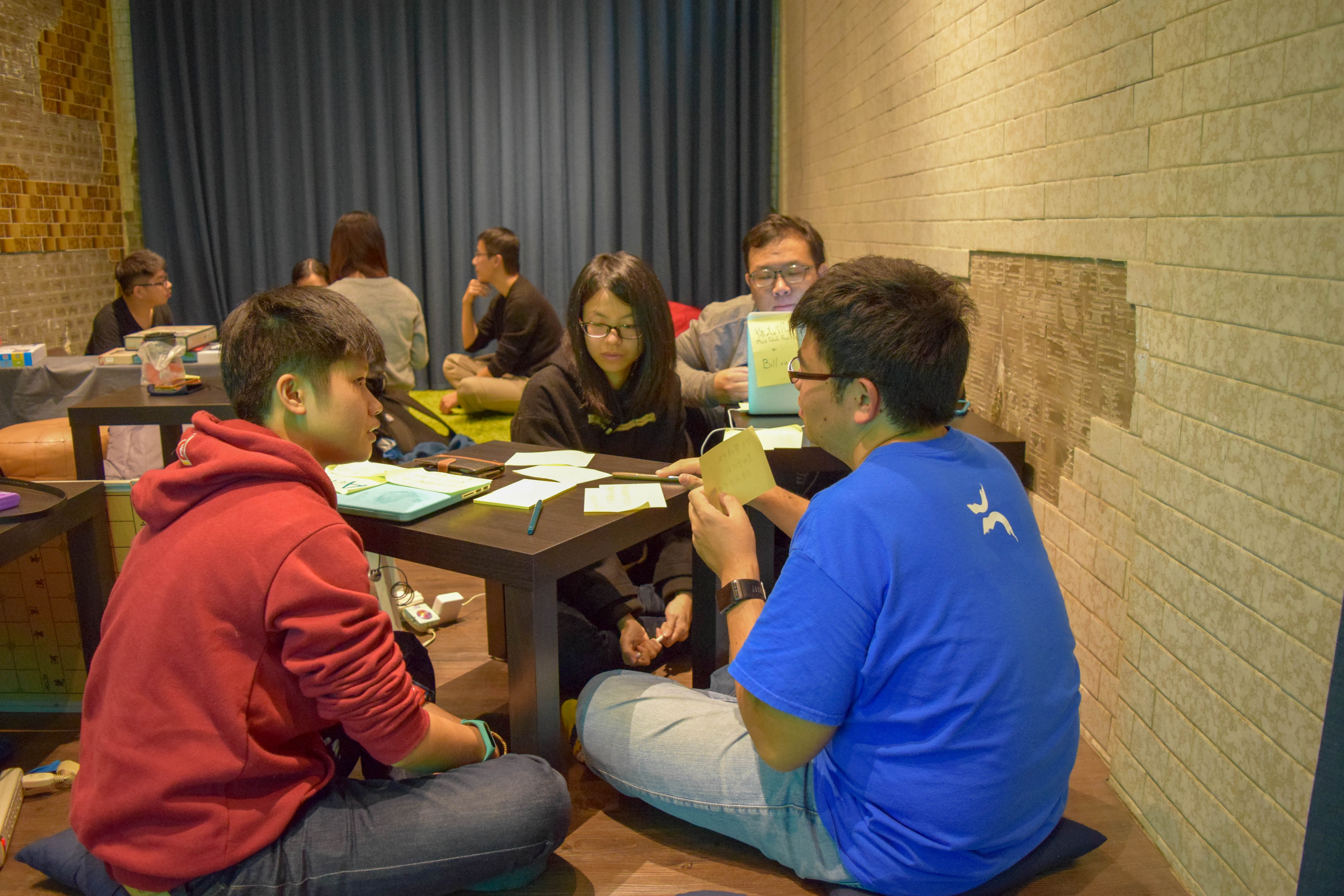
2017年12月26日，維基媒體基金會教育專案經理妮可·賽義德（Nichole Saad）訪問台灣維基媒體協會

在維基社群中，維基媒體基金會、分會與社群志工彼此屬於夥伴關係，這種機制鼓勵維基人互相監督、勉勵、分享與貢獻，也是維基公信力和發展遍及世界各處的最主要原因。作為在臺灣協助維基百科發展的維基媒體組織，台灣維基媒體協會的會員主要是由贊同協會工作與宗旨的臺灣維基人組成。台灣維基媒體協會的會員申請資格，依照章程又分成個人會員、團體會員、贊助會員與永久會員，並擁有遵守章程、決議及繳納會費之義務。
在互動模式部分，維基媒體基金會、分會與社群之間有著明顯的分權平行，關係上彼此互不干涉，但是各方在必要情況下也都能夠互相合作。其中，維基媒體基金會只負責不斷發想各種專案、及維持網站的順利運作，而分會、地方社群則可自行發想計畫，並向維基媒體基金會請求資源或是諮詢；例如台灣維基媒體協會過去便曾申請過數次經費，分別用於教材、女性維基社群的活動、以及維基百科亞洲月上。而分會與地方社群關係亦然。
相對而言，各地的社群聚會被視為是維基的根本基礎，協會是為了社群而存在的；也因此，台灣維基媒體協會還有擔當集結本地社群意見的工作。在2013年抗議封鎖境外盜版網站期間，台灣維基媒體協會便曾設想通報給維基媒體基金會，藉此引起世界各地方的維基分會關注，對臺灣形成國際輿論壓力。

### 名稱與會址

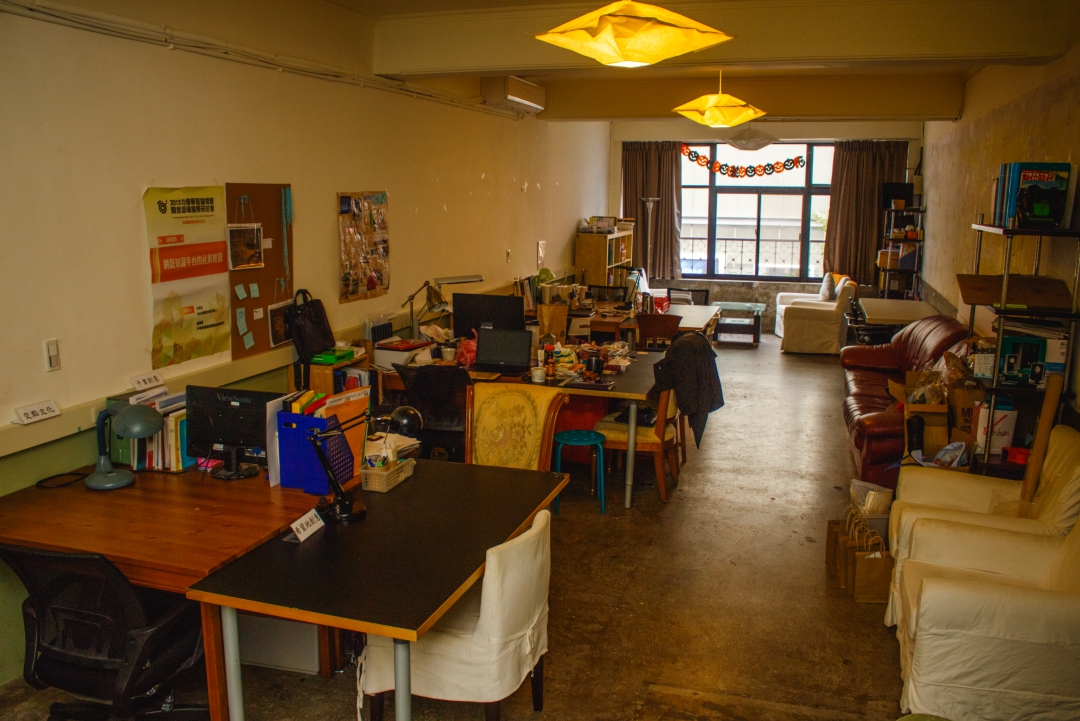
台灣維基媒體協會曾進駐的卡市達創業加油站武昌起義三樓工作空間。

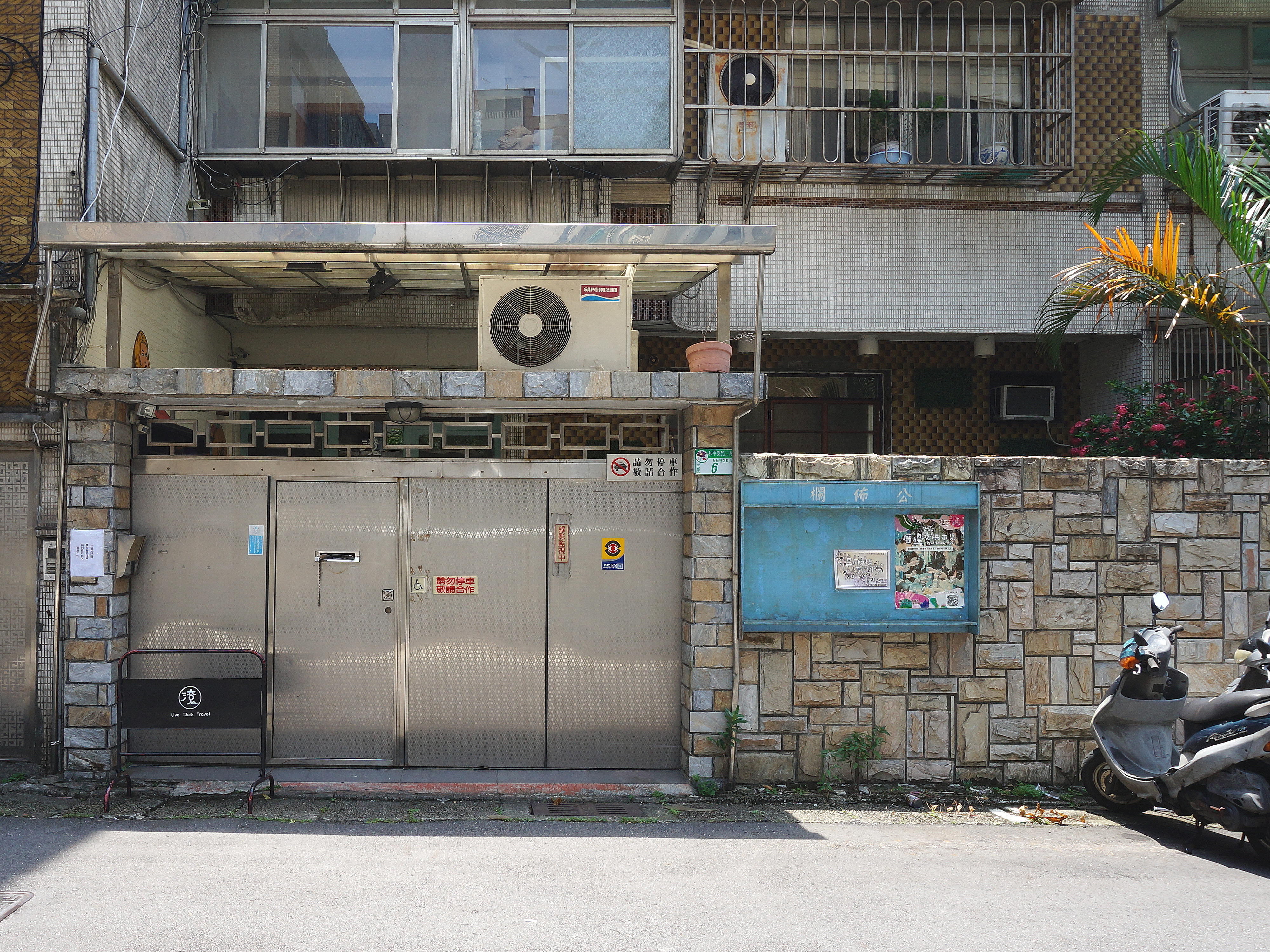
滾出趣人生旅所

台灣維基媒體協會的全名是「社團法人台灣維基媒體協會」，而其過去的全名則是「社團法人中華民國維基媒體協會」。台灣維基媒體協會在成立之初，便透過在中文維基百科上的籌備頁面進行討論，最終決定全銜為「社團法人中華民國維基媒體協會」，而「中華民國維基媒體協會」這個名稱爾後就使用長達10多年。
然而由於台灣維基媒體協會的國際聯繫事務大幅增加，漢語名稱「中華民國維基媒體協會」與英語名稱「Wikimedia Taiwan」難以對應的問題，便逐漸被提出討論。受限於可能產生的行政成本考量，台灣維基媒體協會遲遲未針對更名案進行主動提案。直到2017年12月24日，台灣維基媒體協會在第4屆第1次會員大會經由臨時動議，以壓倒性票數通過協會更名案，從而更改為「台灣維基媒體協會」。
而根據《台灣維基媒體協會章程》，台灣維基媒體協會會址應設於主管機關所在的地區。台灣維基媒體協會會址最早是設在新北市淡水區，並在2014年進駐到位於臺北市萬華區西門町的共同工作空間「卡市達創業加油站武昌起義」。爾後，台灣維基媒體協會向卡市達創業加油站武昌起義承租2個辦公桌位、以及工商登記權。到了2017年中，卡市達創業加油站武昌起義歇業。2017年11月，台灣維基媒體協會將辦公室遷至國立臺灣大學校總區後門附近的「滾出趣人生旅所」，與多個原卡市達武昌起義進駐團隊繼續共享辦公空間。2020年11月，台灣維基媒體協會遷至臺北市大安區復興南路一段293號2樓之1（CLBC大安本館A203室）。2020年12月，滾出趣人生旅所歇業。

## 計畫

### 各式專案

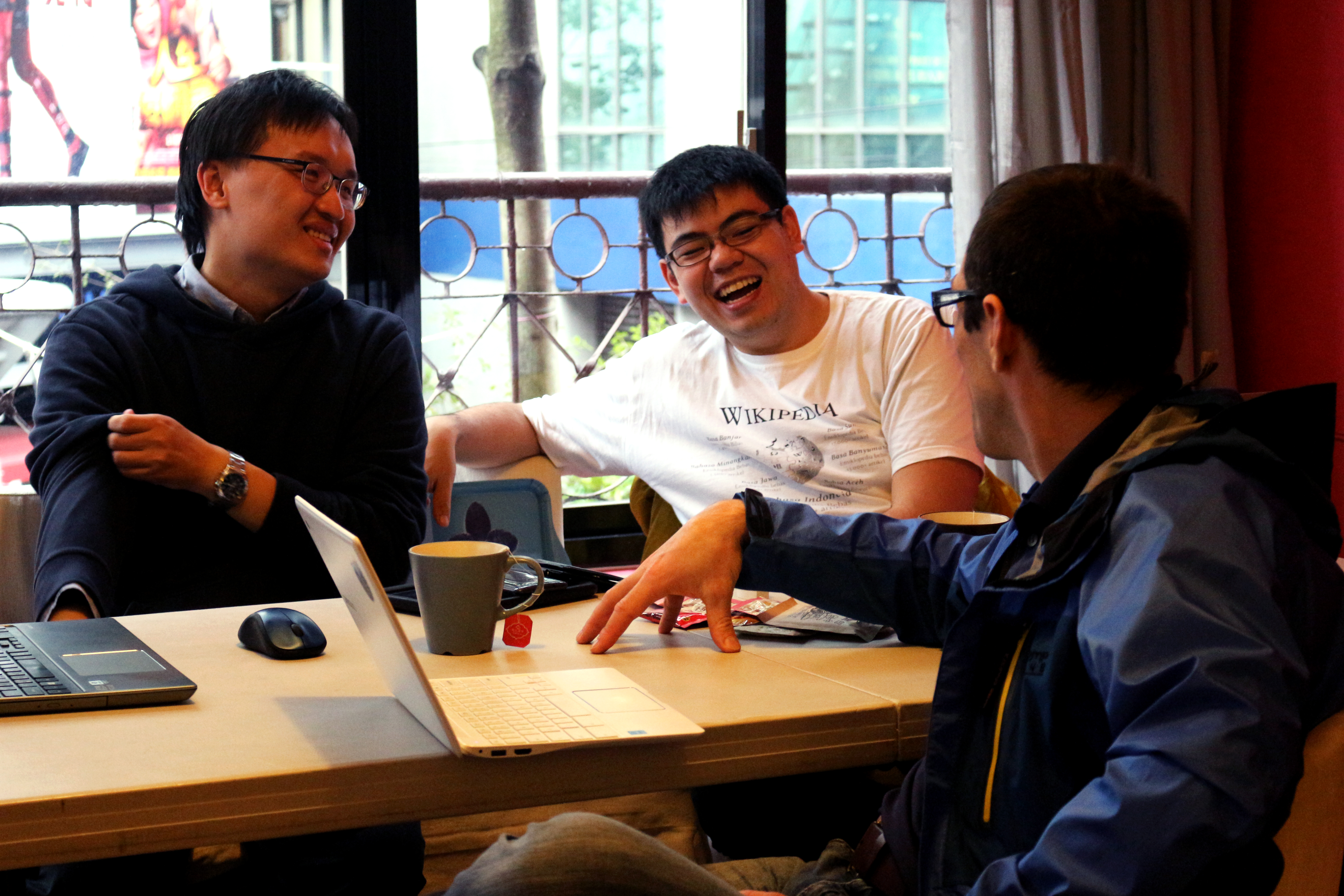
2016年1月20日，國際醫學條目翻譯計畫發起人詹姆斯·海爾曼前來臺灣訪問，台灣維基媒體協會成員與其交流意見

台灣維基媒體協會所構思的「台灣知識種子計畫」維基推廣計畫，是希望能夠擴大維基寫作領域，並提升維基條目質量；當中除了廣為招募、培訓成員，以增加臺灣維基志工數量外，同時藉由知識分享的風氣，期望能夠增添與在地議題連結、及對臺灣發展有所幫助的關鍵知識，並將這些內容寫入維基媒體的各項計畫。台灣知識種子計畫的執行方式，則是由台灣維基媒體協會整合資源、提供諮詢，並且結合臺灣在地的維基社群，號召大專院校學生為主要寫手，來編輯各式條目。
對此，台灣維基媒體協會推動將《如何編輯維基百科》（Editing Wikipedia）翻譯成漢語，並獲得資助將手冊加以印刷發放。而從2014年秋天開始，台灣維基媒體協會和國際維基醫學條目翻譯計畫合作，邀請國立臺灣大學醫學院、臺北醫學大學學生加入這項翻譯計畫，增加及改善中文維基百科的醫學內容，並且獲得一定的成功。「臺灣生命大百科」也曾規劃與台灣維基媒體協會合作，由維基志工組成的臺灣生物學專案群，協助編寫與審定工作，把臺灣生命大百科的內容釋放至維基百科，促使物種條目的增修訂能夠進入維基協作的流程。
台灣維基媒體協會同樣致力於推廣維基教育專案，以編寫維基百科的方式來取代傳統的報告。台灣維基媒體協會也曾透過與臺北市國立政治大學合作，藉由參與教育專案的課程學生參與，增加中文維基百科上民族學條目的涵蓋範圍。
台灣維基媒體協會還曾與慈濟大學共同舉辦工作坊，同時也是均優學習論壇的主辦單位之一。而為了推廣臺灣話，台灣維基媒體協會還曾舉辦試驗性質的「你的口袋台語歌」工作坊，藉由歌唱瞭解、傳唱台語流行音樂的歌詞。台灣維基媒體協會也承接吳守禮家族對協會的《國台對照活用辭典》著作權捐贈案，並以創用CC授權條款方式釋出；但由於這部辭典的數位化面臨大量缺字問題，最初放上維基文庫相當困難，因此台灣維基媒體協會進一步提出動態組字技術的開發計畫。

### 在地社群

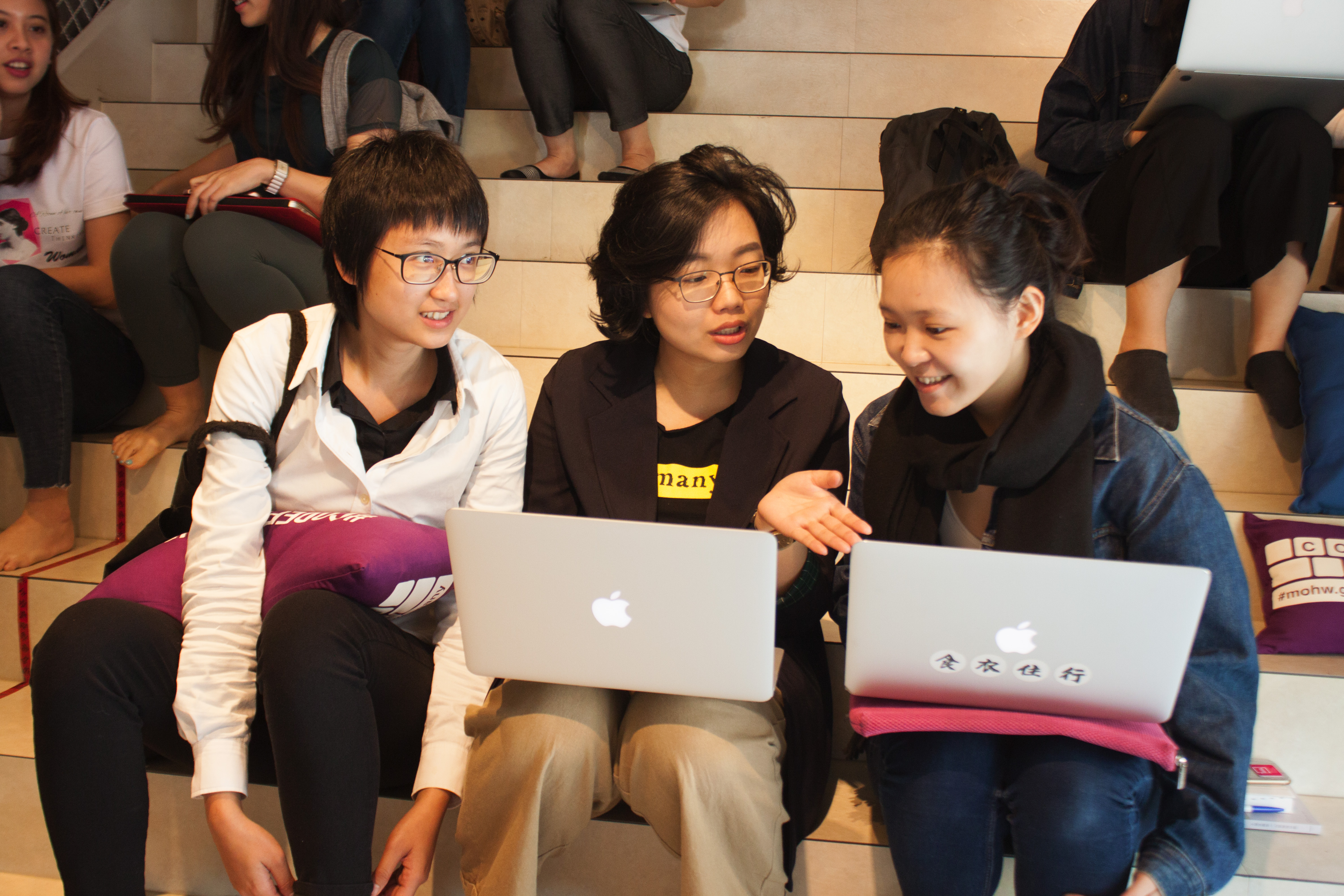
2018年3月24日，「薇姬的房間」舉辦2018艺术与女权主义編輯松

維基百科社群在臺灣的在地推廣與互動，除了非政府組織型態的台灣維基媒體協會外，還有社群自發的聚會活動，例如在臺北市、新竹市、臺中市、高雄市及雲嘉地區都有自發性的地方聚會。台灣維基媒體協會也會以台灣知識種子計畫，提供其他地方社群在經營諮詢、活動合作與實質支援上的幫助。
響應維基媒體基金會2030年的願景，台灣維基媒體協會也將「更多元」設為2020年代所要追求的目標。而在更早之前，為了在維基百科上創造一個女性友善的共同寫作社群，台灣維基媒體協會便與女性開源人組成的「WoFOSS好自由」聚會一同合作，正式成立臺灣維基百科的女性社群「薇姬的房間」，藉由發起相關活動以吸引更多在臺灣想貢獻知識、投入編輯活動的女性參與者加入。
另一方面，台灣維基媒體協會還與國立政治大學原住民族研究中心合作，進行臺灣原住民族族語維基百科的孵育計畫。這項專案的目標是讓所有臺灣原住民族，都能夠擁有自己族語的維基百科。後來台灣維基媒體協會也將族語維基的發展認定是未來發展的重點。

### 開放文化

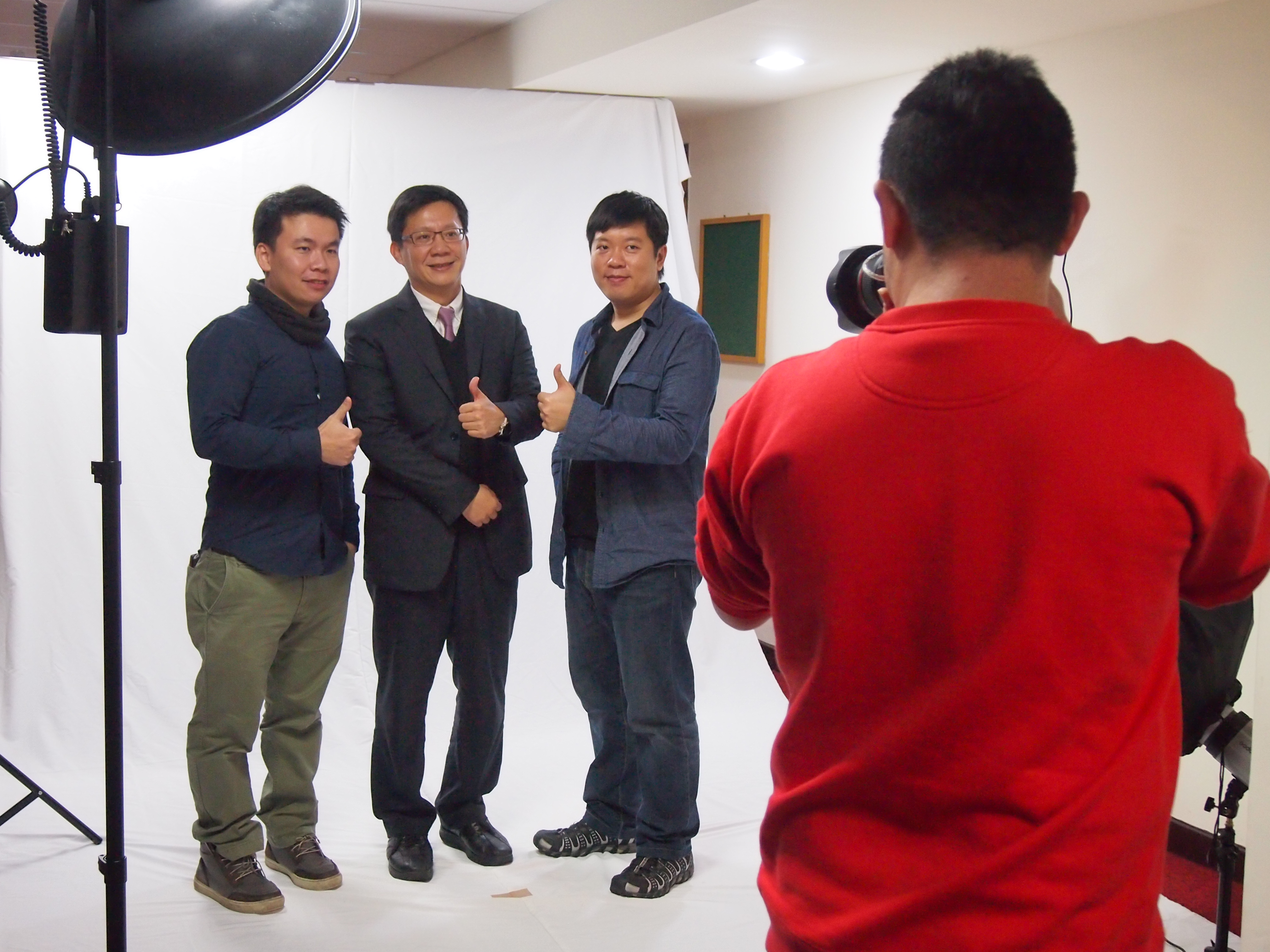
2016年3月24日，台灣維基媒體協會推動「走進新國會‧拍出新臉孔」拍攝工作

台灣維基媒體協會除了在臺灣推動創用CC授權等開放內容外，也曾參與「開創未來∞無限創意」說明會等開放資料會議。台灣維基媒體協會還主辦過「維基愛古蹟」，其中台灣維基媒體協會在9月主辦的「維基愛古蹟」，是向全臺灣的攝影愛好者徵集臺灣古蹟的照片，並推派10個代表臺灣的優勝作品，至美國維基媒體基金會參與國際複賽，決選出年度優勝作品。
台灣維基媒體協會亦與立法院合作，並且在立法院推廣維基運動。2015年，立法院國會助理工會第一次邀請台灣維基媒體協會舉辦課程，為近40位立法委員助理講解編修立法委員條目的方法。爾後持續有數十場編輯聚會與條目教學，每次有5名到6名參與者，並影響到2016年立法委員選舉。2016年，台灣維基媒體協會發起「走進新國會·拍出新臉孔」活動，邀請攝影師前往立法院架設攝影棚，替37位立法委員拍攝維基百科條目需要的專業形象頭像照；這次活動也是是繼歐洲議會及美國國會後，亞洲第一個如此嘗試的國家。
另一方面，台灣維基媒體協會認同維基媒體基金會捍衛網路自由的理念，也呼籲政府相關單位停止在臺灣討論任何類似美國《禁止網路盜版法案》的法案。

## 財務

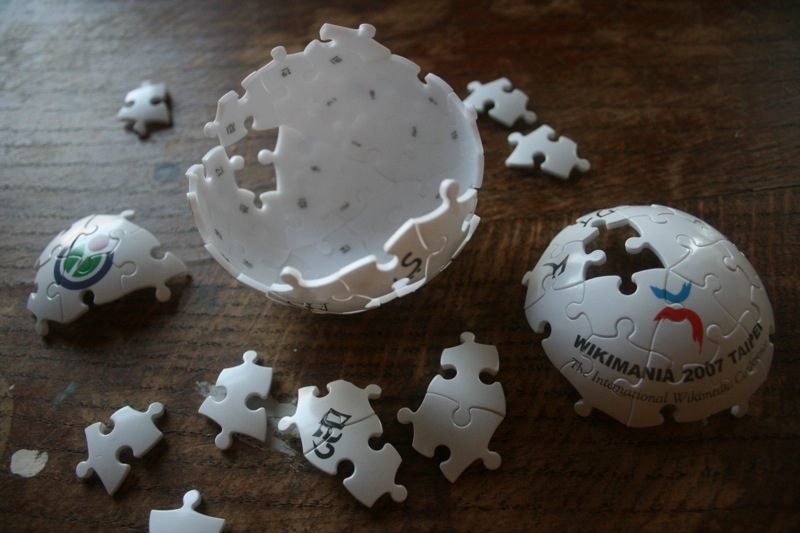
2007年維基媒體國際會議的維基球拼圖

根據《台灣維基媒體協會章程》，台灣維基媒體協會的經費來源包括：常年會費、事業費、會員捐款、委託收益、基金與其利息等收入。2015年，台灣維基媒體協會共有新臺幣近60萬元的收入，來源包含本地捐款（新臺幣423,017元，70.66%）、專案執行收入（新臺幣151,428元，25.29%）、會費收入（新臺幣24,000元，4.01%）、利息及其他收入（新臺幣260元，0.04%）。在這當中，募款是台灣維基媒體協會的重要工作之一。
台灣維基媒體協會每年會在會計年度開始前2個月，由理事會編列年度工作計畫、收支預算表、員工待遇表，並提請提會員大會通過（當會員大會因故未能如期召開時，則會先提交給理監事聯席會議通過），在會計年度開始前提交給主管機關核備。在會計年度結束後的2個月內，理事會也會編列年度工作報告、收支決算表、現金出納表、資產負債表、財產目錄及基金收支表，經過監事會審核後，提出審核意見書交給理事會，並提請會員大會通過，在3月底前報主管機關核備（當會員大會未能如期召開時，則會先呈報給主管機關）。

## 外部連結
- 官方网站：漢語、英語、日語、韓國語
- 台灣維基媒體協會的Facebook專頁
- 台灣維基媒體協會的X（前Twitter）
- 台灣維基媒體協會的Plurk專頁
- YouTube上的台灣維基媒體協會頻道